# Золотов, Александр Юрьевич (дипломат)
Алекса́ндр Ю́рьевич Зо́лотов (род. 17 сентября 1959) — советский и российский дипломат. Чрезвычайный и полномочный посол (2022).

## Биография
Родители: мать — Золотова Ольга Васильевна, отец — Золотов Юрий Михайлович (1927—1975) — дипломат, чрезвычайный и полномочный посол СССР в Мали.
Окончил МГИМО МИД СССР (1982). На дипломатической работе с 1982 года.
- В 2000—2006 годах — советник-посланник Посольства России в Алжире.
- В 2006—2008 годах — начальник отдела Департамента Ближнего Востока и Северной Африки МИД России.
- В 2008—2011 годах — заместитель директора Департамента Ближнего Востока и Северной Африки МИД России.
- С 15 ноября 2011 по 10 июля 2017 года — чрезвычайный и полномочный посол России в Алжире[1][2].
- В 2017—2022 годах — заместитель директора Департамента Ближнего Востока и Северной Африки МИД России.
- С 11 января 2022 года — чрезвычайный и полномочный посол России в Тунисе[3].

## Дипломатический ранг
- Чрезвычайный и полномочный посланник 2 класса (28 июня 2006)[4].
- Чрезвычайный и полномочный посланник 1 класса (16 декабря 2014)[5].
- Чрезвычайный и полномочный посол (12 сентября 2022)[6].

## Семья
Женат, имеет двух дочерей.